# Bóng
Bóng (hay banh) là vật thể có dạng hình cầu nhưng đôi khi có hình bầu dục, được sử dụng dưới nhiều mục đích khác nhau. Một quả bóng thường được làm bằng cao su, nó phân biệt với viên bi ở chỗ nó có kích thước lớn hơn bi và thường có ruột rỗng (có hoặc không được bơm các loại khí), trong khi hầu hết các viên bi đều có ruột đông đặc. Bóng được dùng trong những hoạt động đơn giản như đuổi theo,tung hứng,và đặc biệt dùng trong thể thao.
Phương ngữ miền Nam Việt Nam thường gọi bóng theo định nghĩa này là "banh", trong khi họ gọi "bóng" là bóng bay.